# Прешевська долина
42°18′00″ пн. ш. 21°38′00″ сх. д. / 42.3° пн. ш. 21.633333333333° сх. д.
Прешевська долина (серб. Прешевска долина, Preševska dolina, алб. Lugina e Preshevës) — область, що складається з муніципалітетів Буяновац і Прешево. У геополітичному плані регіон є центром албанської громади в Сербії (54,6 % у Буяновці і 89 % у Прешеві, 26 % у Медведжі).
Відповідно до теорії концепції «Велика Албанія», має стати, нарівні з іншими територіями, де албанський етнос має перевагу над державотворчим, частиною сучасної Албанії.
У 1946 році уряд СФР Югославії ухвалив рішення про відокремлення цих трьох муніципалітетів від Косова та передачі їх під юрисдикцію Сербської соціалістичної республіки. Після здобуття автономії Косовом у 1974 році, статус Буяновця, Медведжі та Прешева залишили без змін. На неофіційному референдумі 1992 року албанці колишньої Югославії висловилися за приєднання долини до складу Косова.
Загальне невдоволення та протести переросли в збройні сутички у 2000 році, після створення, за принципом Армії визволення Косова, Армії визволення Прешева, Медведжі та Буяновця. Перший виступ стався під час похорону вбитих сербською поліцією в селі Доброшин, що біля Буяновця, 30 січня 2000 року, албанців. З березня по травень 2000 року тривали перемовини з повстанцями, наслідком чого стало розформування повстанської армії та повернення сербських збройних сил до контролю над буферною зоною.
Черговий етап намагань розв'язати проблему почався у 2018 році, коли заявлено про наміри обміну територіями між уже незалежною Республікою Косово і Сербією, однак досягти згоди не вийшло через різний підхід — Косово хотіло бачити в своєму складі громади всіх трьох міст, Сербія ж погоджувалась лише на Прешево та Буяновац, в обмін на північні косовські терени, заселені сербами.